# Terapie kmenovými buňkami
Terapie kmenovými buňkami je léčba, při které dochází k cílenému průniku kmenových buněk do těla pacienta. Ve většině případů jde o živé buňky, např. T-lymfocyty, které zahájí rozvoj buněčné imunity. 
Buněčná terapie vznikla v 19. století, když se zkoušela injektáž zvířecí tkáně do těla zvířat a lidí (Charles-Édouard Brown-Séquard a Paul Niehans) např. za účelem eliminace znaků stárnutí. První úspěšná léčba byla transplantace kostní dřeně v roce 1968. V poslední době se největší naděje vkládají do terapie kmenovými buňkami.

Terapie s názvem Prochymal byla podmíněně schválena v Kanadě v roce 2012 za účelem léčby odmítání transplantovaného orgánu u dětí, které nejsou reaktivní na steroidy. Jde o allogenní kmenové buňky z mezenchymálních kmenových buněk (MSCs) z kostní dřeně. Buňky jsou odděleny od tkáně, kultivovány a zamraženy do doby užití. FDA schválila pět terapií s hematopoetickými kmenovými buňkami z pupečníku pro léčbu krevních imunitních chorob. V roce 2014 European Medicines Agency doporučila schválit Holoclar, léčbu kmenovými buňkami v EU pro léčbu poruch limbálních kmenových buněk. V dubnu 2016 stejná agentura doporučila schválit společnosti GlaxoSmithKline's Strimvelis buněčnou terapii pro léčbu deficitu adenosindeaminázy.

## Výzkum
Kmenové buňky jsou studovány z mnoha důvodů, stejně jako exosomy, látky vypouštěné z kmenových buněk, především pro další možné léčby.

### Neurodegenerativní onemocnění
Vědci se zajímali o zvířecí model degenerativních onemocnění nervové soustavy jako např. Parkinsonova nemoc, ALS a Alzheimer. Existují i předběžné studie ohledně roztroušené sklerózy a míšních poranění.

### Slepota a poruchy zraku
Od roku 2003 se užívají kmenové buňky pro léčbu slepoty.

### Beta buňky pankreatu
Diabetici ztrácejí schopnost produkce inzulinu z beta buněk. Vědcům se podařilo embryonální kmenové buňky diferencovat na funkční beta buňky. Americká FDA také schválila fázi I klinického hodnocení ViaCyte (beta buňky) z lidských embryonálních kmenových buněk pro léčbu diabetu v roce 2014 s 40 pacienty.